# 旗下营镇
旗下营镇，是中华人民共和国内蒙古自治区乌兰察布市卓资县下辖的一个乡镇级行政单位。

## 行政区划
旗下营镇下辖以下地区：
东街社区、西街社区、伏虎村、一间房村、青山村、油房营村、碌碡坪村、五道洼村、四道沟村和蓿麻湾村。